# Alfonso Sorribes Teixidó
Alfonso Sorribes Teixidó C.M.F. (Rocafort de Vallbona, 17 dicembre 1912 – Barbastro, 15 agosto 1936) è stato un religioso spagnolo, martirizzato a Barbastro durante la Guerra civile spagnola e venerato come beato dalla Chiesa cattolica.

## Biografia
Nacque a Rocafort de Vallbona, era di carnagione scura, le labbra grandi e l'andatura dinoccolata. Intraprese gli studi nei collegi claretiani fino dal 1924 con impegno e dedizione, ma non con altrettanto successo specie all'inizio. Infatti fu costretto a ripetere il primo anno. In seguito il profitto migliorò notevolmente. Emise i voti a Vic, il 15 agosto del 1930. L'ultima tappa della carriera doveva compierla a Barbastro, dove arrivò insieme ai suoi compagni il primo di luglio del 1936.
Durante la guerra civile andarono perduti molti dati che lo riguardavano e tutto il carteggio epistolare. Dei suoi scritti è rimasto poco: una composizione sull'amore di Maria verso gli uomini, un piccolo lavoro sui missionari claretiani in Guinea Equatoriale, qualche esame scritto, una brevissima composizione sulla "Somma teologica" di san Tommaso d'Aquino, un foglietto scritto per domandare un permesso al direttore spirituale e una frase isolata: "La coscienza tormenta il peccatore." 
Fu un seminarista diligente e umile, riservato, ma poco comunicativo. I suoi direttori osservarono che aveva un'intensa vita interiore e poneva attenzione a progredire nel migliorare i propri difetti.
Il 20 luglio 1936 il seminario di Barbastro venne perquisito dalle milizie anarchiche sotto il comando del governo repubblicano che presero il potere in città in quelle ore. La perquisizione aveva come obiettivo quello di cercare delle armi. Insieme alla maggior parte dei confratelli Alfonso venne arrestato e rinchiuso nel salone degli atti accademici della scuola degli Scolopi, che divenne la loro prigione improvvisata.
Firmò la lettera di offerta alla Congregazione con queste parole:
(Alfonso Sorribes Teixidó, Firma sulla lettera di offerta alla Congregazione)

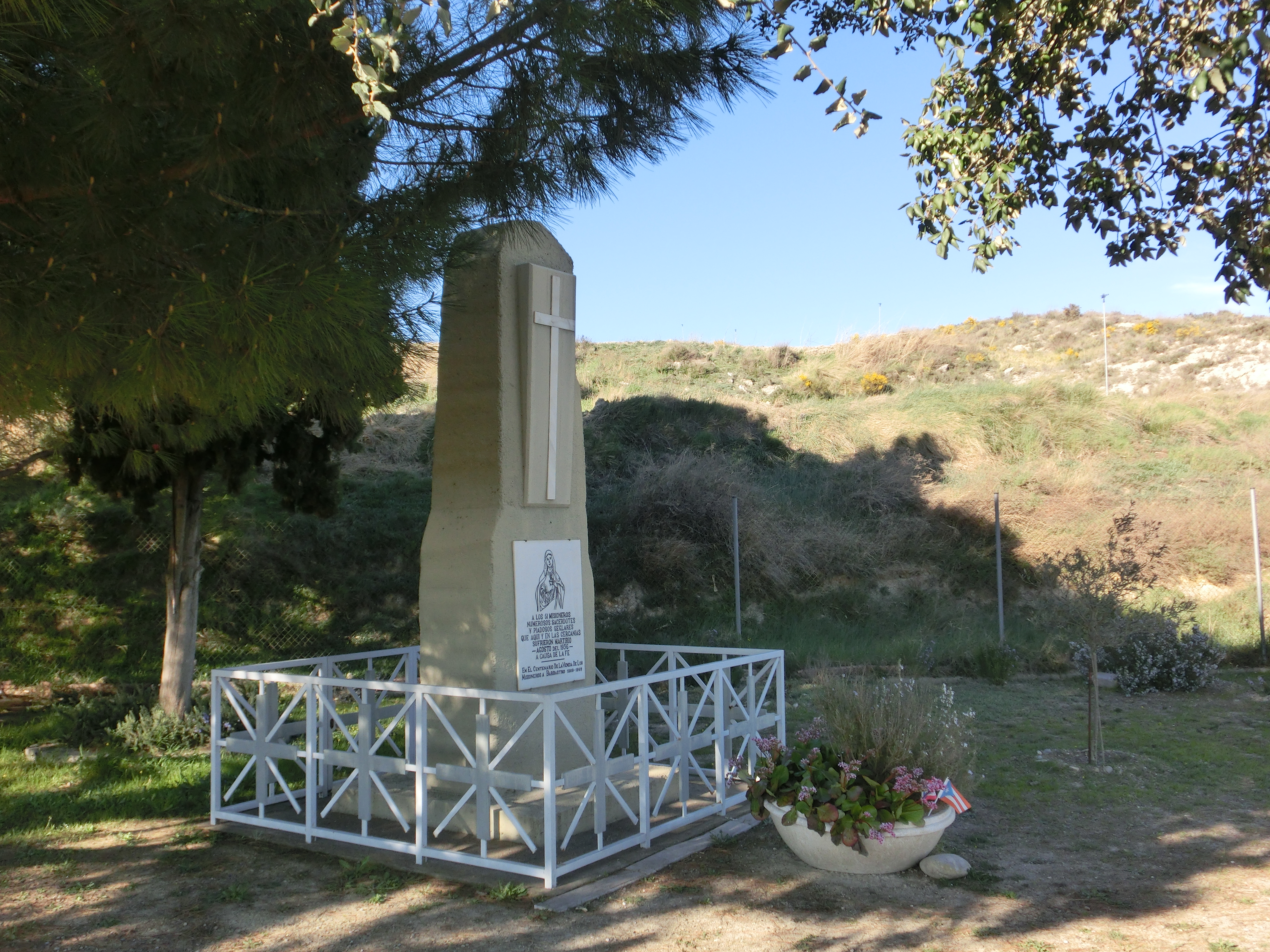
Monumento funebre nel luogo della fucilazione

Insieme a 19 suoi confratelli, Alfonso Sorribes Teixidó è stato fucilato nelle prime ore del 15 agosto 1936 sul ciglio di una strada fuori città. I loro corpi sono stati gettati in una fossa comune nel cimitero di Barbastro, ricoperti di calce e di terra. Fece parte dell'ultimo gruppo di claretiani di Barbastro che subirono il martirio.
Nel 2013 è uscito un film sulla vicenda intitolato Un Dio vietato per la regia di Pablo Moreno.

## Culto

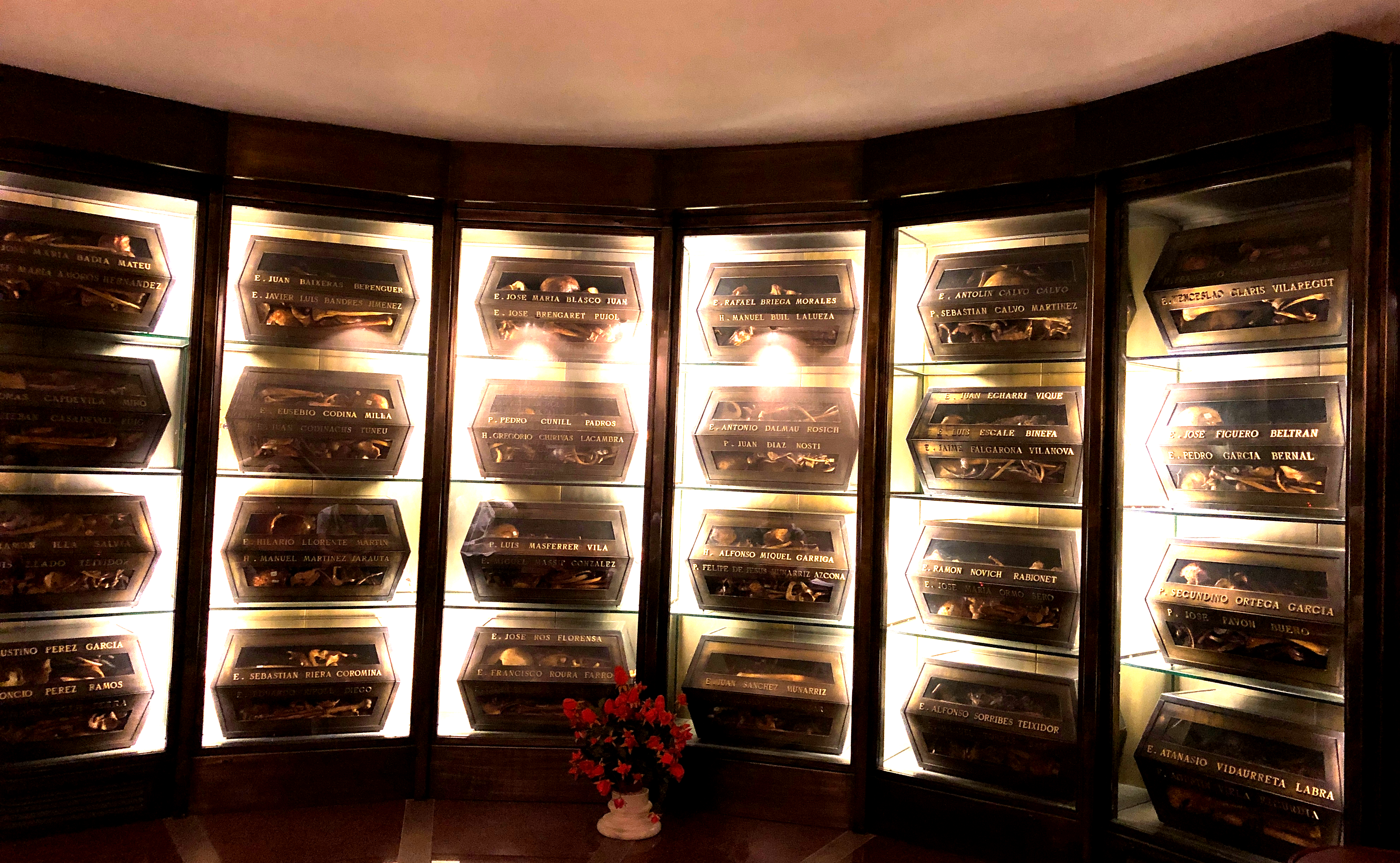
Cripta ubicata sotto all'altare della chiesa annessa al museo dei martiri Claretiani di Barbastro

Dopo la guerra i resti dei martiri furono riesumati dalle fosse comune e, grazie a delle medagliette metalliche cucite sulle loro tonache, è stato possibile risalire ai nomi delle singole persone. I resti sono composti in teche e si possono oggi venerare nella cripta della chiesa annessa al museo.
Il 20 maggio 1947 nella diocesi di Barbastro si aprì il processo informativo circa il martirio che si chiuse il 23 settembre 1949. L’8 febbraio 1961, invece, fu promulgato il Decreto sugli scritti. La dichiarazione di validità del processo, con Decreto del 9 febbraio 1990, portò alla trasmissione della “Positio super martyrio” alla Congregazione delle Cause dei Santi nello stesso anno.
A seguito della riunione della commissione teologica che si tenne il 4 febbraio 1992 e di quella dei cardinali e vescovi della Congregazione si arrivò, il 7 marzo 1992, alla promulgazione del Decreto sul martirio. La beatificazione avvenne a Roma, ad opera di Giovanni Paolo II, il 25 ottobre 1992. 
La Chiesa cattolica lo ricorda il 15 agosto.